# Wang Xianqian

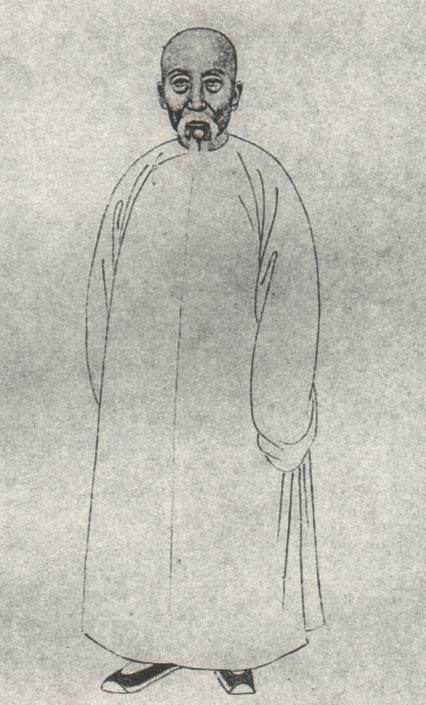
Wang Xianqian
(Qingdai xuezhe xiangzhuan)

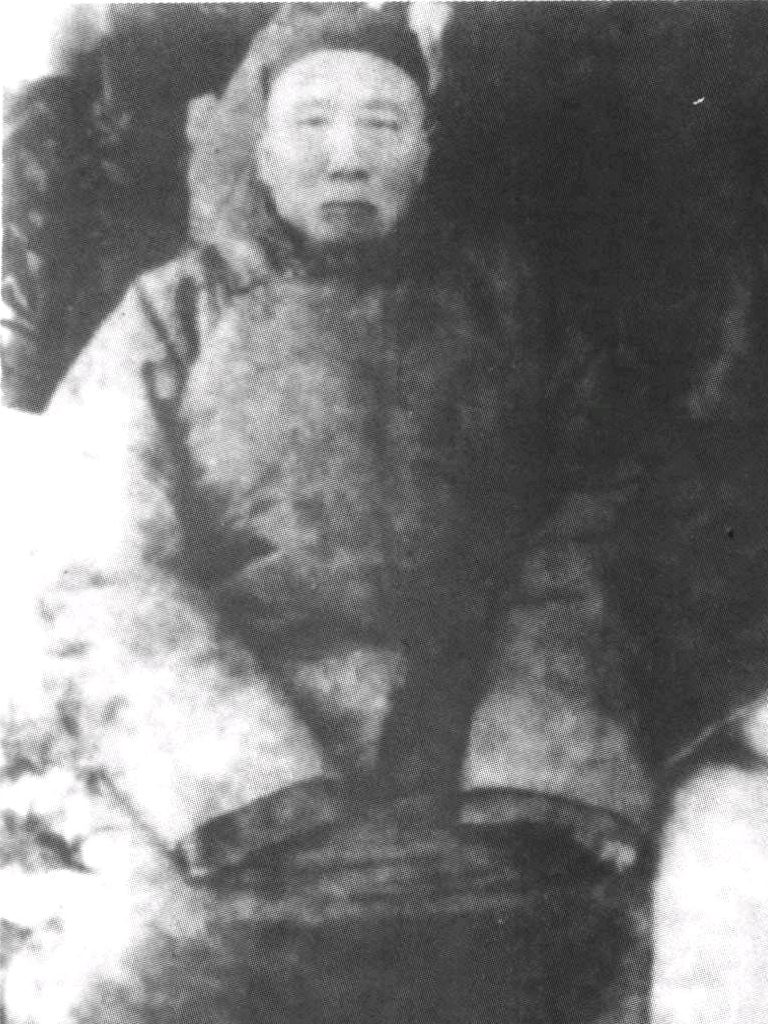
Wang Xianqian

 Wang Xianqian (chinesisch 王先謙 / 王先谦, W.-G. Wang Hsien-ch'ien; 1842–1917), auch Yuwu 益吾 (zi) oder Kuiyuan (葵園), war ein vielseitiger konfuzianischer Gelehrter und Philologe der späten Qing-Dynastie.

## Leben
Wang Xianqian stammt aus Changsha in Hunan. Er war Mitglied der Hanlin-Akademie war versiert in den konfuzianischen Klassikern und in klassischer Prosa und Poesie. Er lehrte an der Yuelu-Akademie (deren Direktor er auch war) und der Chengnan-Akademie (Chengnan shuyuan 城南书院), beide in Changsha. Zu seinen Werken zählen seine Fortsetzung zum Huang Qing jingjie, bekannt unter den Titeln Xu Huang Qing jingjie 续皇清经解 bzw. Huang Qing jingjie xubian 皇清经解续编, in 1430 juan, das 209 Schriften über konfuzianische Klassiker enthält, geschrieben in der Jiaqing- und Guangxu-Zeit und zuerst gedruckt in der Nanjing-Akademie (Nanjing shuyuan 南菁書院) von Jiangyin. Dem folgte die Zusammenstellung des Xu gu wen ci lei zuan 续古文辞类纂/續古文辭類纂. Er ist Verfasser von einer ganzen Reihe unter chinesischen Gelehrten geschätzter Werke, darunter die Gesammelten Kommentare zum Xunzi (Xunzi jijie 荀子集解) und  Zhuangzi (Zhuangzi jijie 庄子集解), sein Ergänzungskommentar zum Hanshu (Hanshu buzhu 汉书补注) und andere.
In Jiangyin gab er auch Bücher wie Nanjing shuyuan congshu 南菁书院丛书, Qingjia ji 清嘉集 und Jiangzuo zhiyi jicun 江左制义辑存 heraus.
Zur Zeit der Hundert-Tage-Reform (1898) widersetzte er sich den radikalen Ideen von Kang Youwei und Liang Qichao. Er empfahl das Studium der westlichen wissenschaftlichen Erkenntnisse. Er war auch in der Minenerschließung und im Eisenbahngeschäft tätig.

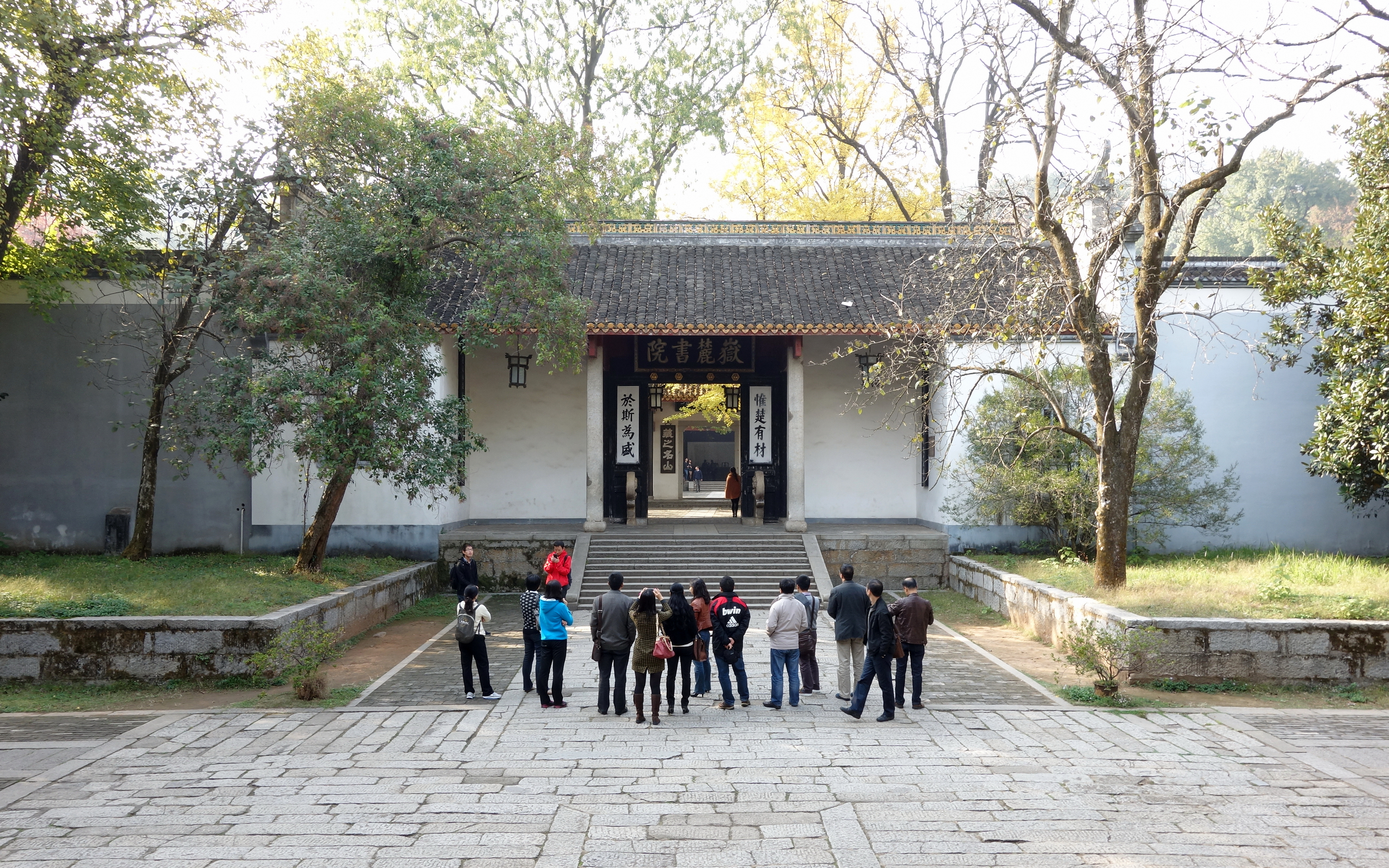
Yuelu-Akademie (Yuelu shuyuan)

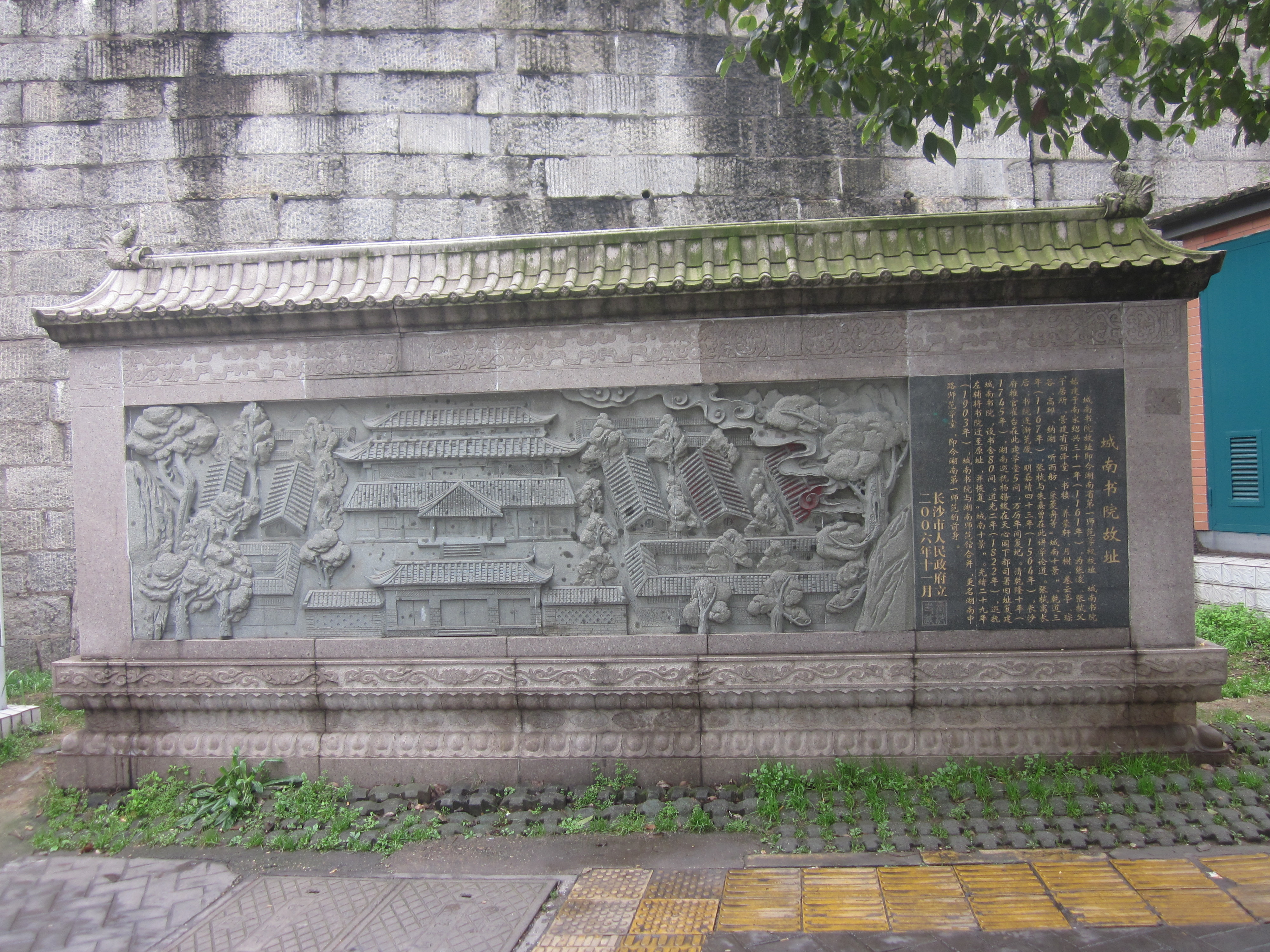
Stätte der Chengnan-Akademie in Changsha

## Publikationen (Auswahl)
Vgl. „Wang Xianqians Schriften“ in der Dissertation von Wang Weijiang (S. 235 ff.). - Studien zu folgenden alten Texten werden in der Bibliographie des Hanyu da zidian (Abk. HYDZD) aufgeführt (mit Angabe der jeweiligen Bibliographie-Nummer, Bezeichnung der Werke, ggf. Verfasser, Titel, Congshu usw.):
- 3 Maoshi 毛诗 / Shi 诗: Shi sanjia yi jishu 诗三家义集疏 (Zhonghua shuju 1987)
- 16 Nanhua zhenjing 南华真经 / Zhuangzi 庄子: Zhuangzi jijie 庄子集解 (Zhuzi jicheng 诸子集成, fotografische Reproduktion des Verlags Zhonghua shuju 1980)

- 27 Xunzi 荀子: Xunzi jijie 荀子集解 (Zhuzi jicheng 诸子集成,, Zhonghua shuju 1974)

- 81 Ban Gu 班固: Hanshu 汉书: Hanshu buzhu 汉书补注 (Qing Guangxu ershiliu nian [1900] Xushoutang kanben, fotografische Reproduktion des Zhonghua shuju 清光绪二十六年虚受堂刊本, 中华书局1983年影印)

- 106 Liu Xi 刘熙: Shiming 释名: Shiming shuzheng bu 释名疏证补 (Qing Guangxu ershi nian [1894] ben, fotografische Reproduktion des Shanghai guji chubanshe 清光绪二十年本, 上海古籍出版社1984年影印)

- 194 Fan Ye 范晔: Hou Hanshu 后汉书: Hou Hanshu jijie后汉书集解(Xushoutang kanben, fotografische Reproduktion des Zhonghua shuju 虚受堂刊本, 中华书局1984年影印)

- 227 Li Daoyuan 郦道元: Shuijing zhu 水经注: Hejiao Shuijing zhu 合校水经注 (Guangxu ershisan nian [1897] Xinhua sanwei shuwu ben, fotografische Reproduktion des Bashu shushe 光绪二十三年新化三味书屋本, 巴蜀书社1985年影印)

- 246 Wei Shou 魏收: Weishu 魏书: Weishu jiaokan ji 魏书校勘记 (Guangya shuju congshu广雅书局丛书)